# Nationalpark Aukštaitija
Der Nationalpark Aukštaitija ist ein Nationalpark im Nordosten Litauens in der seen- und waldreichen Region Oberlitauen. 1974 gegründet, ist er der älteste Nationalpark des Landes und geht auf ein seit 1960 bestehendes botanisch-zoologisches Schutzgebiet zurück. Zunächst hieß der Park „Nationalpark der Litauischen SSR“, 1991 erfolgte die Umbenennung in die heutige Form.
Die Fläche beträgt 40.574 ha, wovon 15 % von Seen eingenommen werden.
Der Nationalpark ist von enormer Bedeutung für den Tourismus.

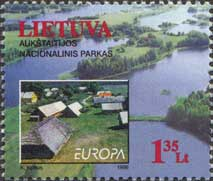
Europa-Briefmarke „Aukštaitijos nacionalinis parkas“, Erstausgabetag: 10. April 1999